# Acetobàcter
Els acetobàcters (Acetobacter) són un gènere de bacteris de l'àcid acètic. Són bacteris aeròbics que oxiden ràpidament alcohols i sucres i acumulen àcids orgànics. Els acetobacteris es caracteritzen per convertir l'alcohol (etanol) en àcid acètic en presència d'oxigen. Els acetobacteris tenen importància comercial, a causa del fet que:
- Són utilitzats en la fabricació del vinagre de poma entre d'altres, ja que converteixen l'etanol en àcid acètic. * Oxiden el sorbitol a sorbosa, que és utilitzada per a obtenir l'àcid ascòrbic (Vitamina C). Però, els acetobacteris poden contaminar de manera natural sucs de fruites i begudes alcohòliques com el vi, la sidra i la cervesa si produeixen massa quantitat d'àcid acètic. Per evitar-ho, el creixement dels acetobacteris es pot aturar utilitzant quantitats moderades de sulfur d'hidrogen en el vi, o bé, eliminant tot l'oxigen del vi quan s'emmagatzema. Els acetobacteris viuen a sobre de material vegetal ric en carbohidrats, com la fuita i els cereals.
- El seu ús també té un paper important en la fermentació per etapes, en què, a diferència de la fermentació backslopping, es combinen bacteris làctics específics amb acetobàcters.